# 基蘭·勞
基蘭·勞（英語：Kieran Low；1991年1月27日—）是一位蘇格蘭橄欖球運動員。他是蘇格蘭國家橄欖球隊的一員，代表蘇格蘭參加了2014年橄欖球六國賽。